# Лемази
Лемази́ (рос. Лемазы, башк. Ләмәҙ) — село у складі Дуванського району Башкортостану, Росія. Адміністративний центр Лемазинської сільської ради.
Населення — 531 особа (2010; 483 у 2002).
Національний склад:
- росіяни — 96 %